# Alex Telles
Alex Telles   (Caxias do Sul, 15 de desembre de 1992) és un futbolista professional brasiler que juga com a lateral esquerre al Botafogo, de la Série A brasilera.

## Carrera esportiva

### Clubs
Telles va començar la seva carrera al Juventude, de la Sèrie D brasilera, abans de ser venut a Grêmio de Porto Alegre el 2013. Aquell any, va ser escollit el millor lateral esquerre del Brasileirão.
El gener de 2014, Telles va signar amb el Galatasaray, de la Süper Lig turca. A Istanbul va guanyar diversos trofeus com un títol de lliga, dues copes de Turquia i la Supercopa de Turquia. Durant la temporada 2015-16, va jugar a l'Inter de Milà en qualitat de cedit. Allà es va retrobar amb Roberto Mancini, qui havia estat el seu entrenador al Galatasaray. A final de curs, els italians no van exercir la clàusula opcional de compra i el club turc va començar a escoltar ofertes.
El juliol de 2016, Telles va ser venut al FC Porto de la Primeira Liga, on es va consolidar com un dels millors laterals esquerres de la lliga. Va disputar gairebé 200 partits amb el Porto i va guanyar quatre trofeus: dos títols de Lliga, una Taça de Portugal i una Supercopa, a més de ser nomenat a l'Equip de l'Any de la lliga durant tres temporades consecutives. Les actuacions de Telles van despertar l'interès de diversos clubs europeus i, l'octubre del 2020, va fitxar pel Manchester United per 18 milions d'euros més bonus.
Telles no va acabar de quallar al club anglès i, després de dues temporades, el lateral va ser cedit al Sevilla FC per a la temporada 2022-23. Després va fitxar per l'Al-Nassr, però el setembre de 2024 va rescindir el contracte amb el conjunt saudita. Tot seguit va signar amb el Botafogo, certificant el seu retorn al futbol brasiler.

### Selecció
Nascut al Brasil, Telles també té la nacionalitat italiana, però ha representan el Brasil a nivell internacional. Va fer el seu debut sènior l'any 2019. L'any 2022 va ser convocat per a disputar la Copa del Món de Futbol.